# NGC 7440
NGC 7440 (również PGC 70152 lub UGC 12276) – galaktyka spiralna z poprzeczką (SBa), znajdująca się w gwiazdozbiorze Andromedy. Odkrył ją Édouard Jean-Marie Stephan 9 października 1876 roku.